# Nixtamalización

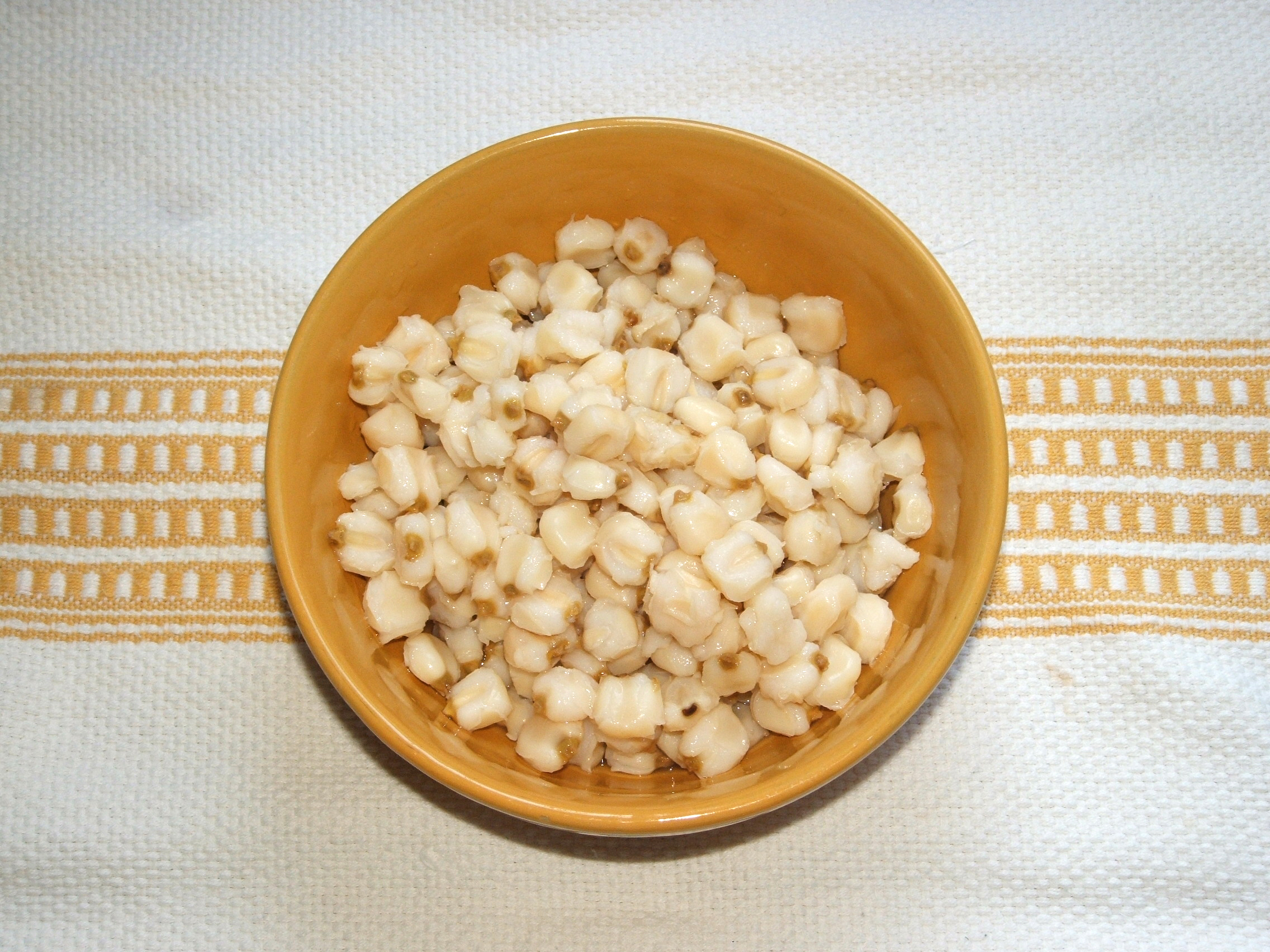
Cuenco con maíz nixtamalizado.

La nixtamalización es el proceso mediante el cual se realiza la cocción del maíz con agua y cal, para obtener el nixtamal que, después de molido da origen a la masa nixtamalizada utilizada para la elaboración de tortillas, tamales, etc. Existen muchas evidencias de que este proceso se originó en Mesoamérica, encontrándose la más temprana de ellas en el Sureste de México. La palabra nixtamal proviene del náhuatl nextli ("cenizas de cal") y tamalli ("masa de maíz cocido)"; este preparado tiene muchos usos, algunos de origen contemporáneo y otros de origen histórico. 
El maíz puede utilizarse fresco o puede secarse para uso posterior; asimismo, el maíz es el elemento básico en la preparación del pozole en diversas regiones de México y Centroamérica, sobre todo la variedad cacahuazintle; además se utiliza en la preparación de muy diversos alimentos como el atole y en otros países, como Colombia y Venezuela, se utiliza para la elaboración de lo que se conoce popularmente como "arepa pelada" ("arepa de maíz pelado"), debiéndose su nombre al hecho de que el maíz se descascara o "pela" al someterse a la nixtamalizacion.

## Proceso de nixtamalización

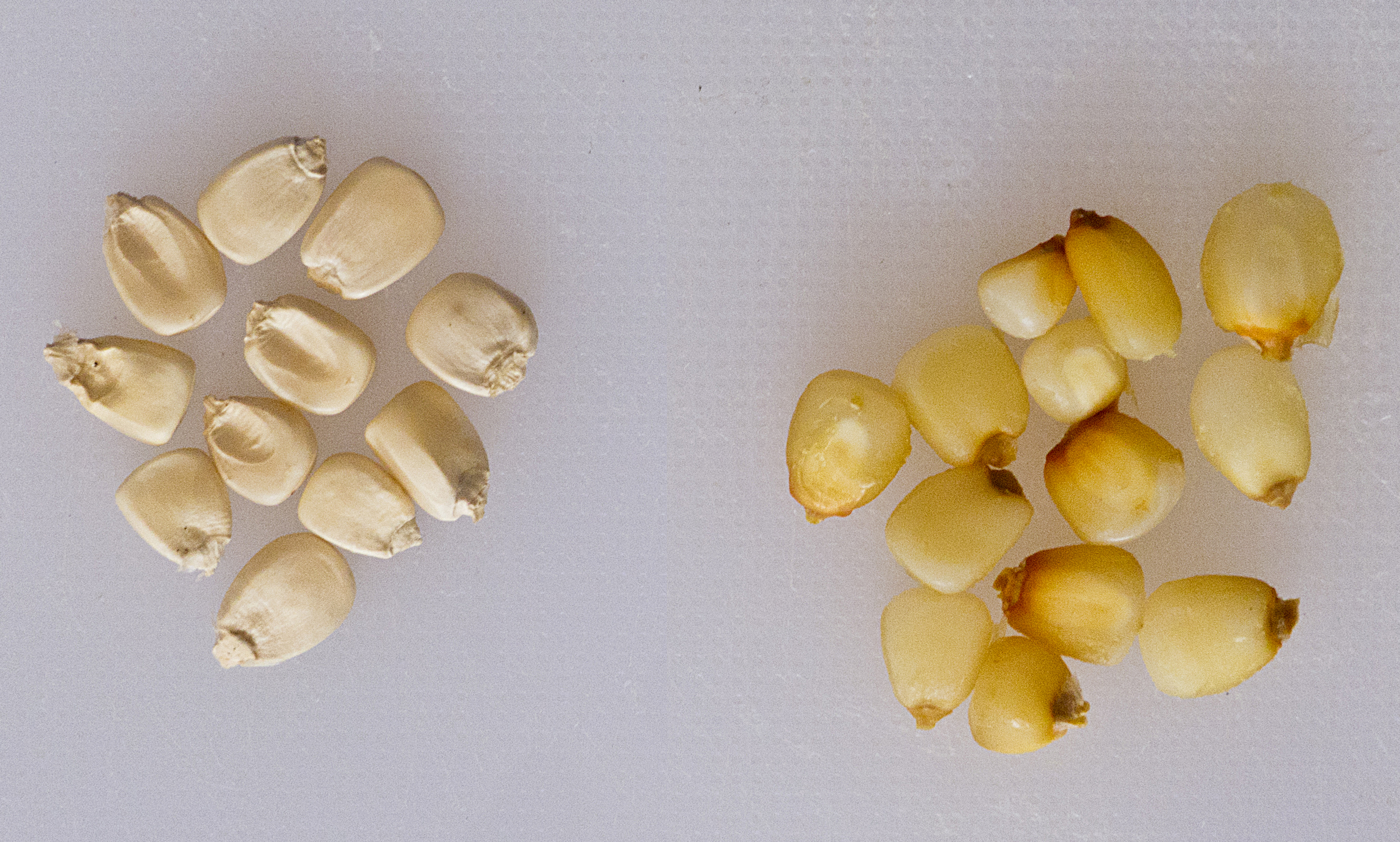
Maíz seco sin tratar (izquierda), y maíz nixtamalizado (derecha), después de hervir en cal. En este caso, se utilizan 15 gr de cal por cada 454 g de maíz. La mezcla se hierve durante 15 minutos, se deja reposar durante unas horas, y el maíz se lava bien con agua fría.

El primer paso en la nixtamalización consiste en poner a cocer los granos de maíz en una solución alcalina a una temperatura cercana al punto de ebullición. Tras la cocción, el maíz se deja inmerso en el caldo por cierto tiempo. El tiempo de cocción y de remojo del maíz varían según el tipo de maíz, las tradiciones locales y el tipo de alimentos a preparar. Se puede cocer desde unos minutos hasta una hora, y dejar remojando desde unos minutos hasta alrededor de un día.
Durante la cocción y el remojo, tienen lugar una serie de cambios químicos en los granos de maíz, debido a que los componentes de la membrana celular de los granos, entre los cuales se incluyen hemicelulosa y pectina, son altamente solubles en soluciones alcalinas, los granos se suavizan y sus pericarpios (cáscaras) se aflojan. El grano se hidrata y absorbe calcio y potasio (según los compuestos utilizados) a lo largo de todo el proceso. Los almidones se disuelven y gelatinizan, y algunos se dispersan en el líquido. Se liberan ciertos productos químicos del germen que permiten que el grano cocido sea más fácil de triturar. La cocción produce cambios en la proteína principal del maíz, lo que hace que las proteínas y nutrientes del endosperma del núcleo sean más asimilables para el cuerpo humano.
Tras la cocción, el caldo alcalino (conocido como nejayote) que contiene disueltas las cáscaras, el almidón del maíz y otras sustancias se descarta. Para saber si el proceso fue exitoso se debe poder pelar el grano de maíz fácilmente entre los dedos al frotarlo. Los granos se lavan completamente para limpiarlos de los restos de nejayote, el cual tiene un sabor desagradable. El pericarpio se desecha y se conserva solo el endospermo con o sin el germen, dependiendo del procedimiento.
Posteriormente, el grano puede usarse solo o molerse para obtener harina de maíz. Este proceso se ha modernizado y actualmente la molienda se lleva a cabo mayoritariamente con máquinas o molinos industriales, pero en las áreas rurales persiste el uso del metate, que es un molino de piedra manual.

## Beneficios

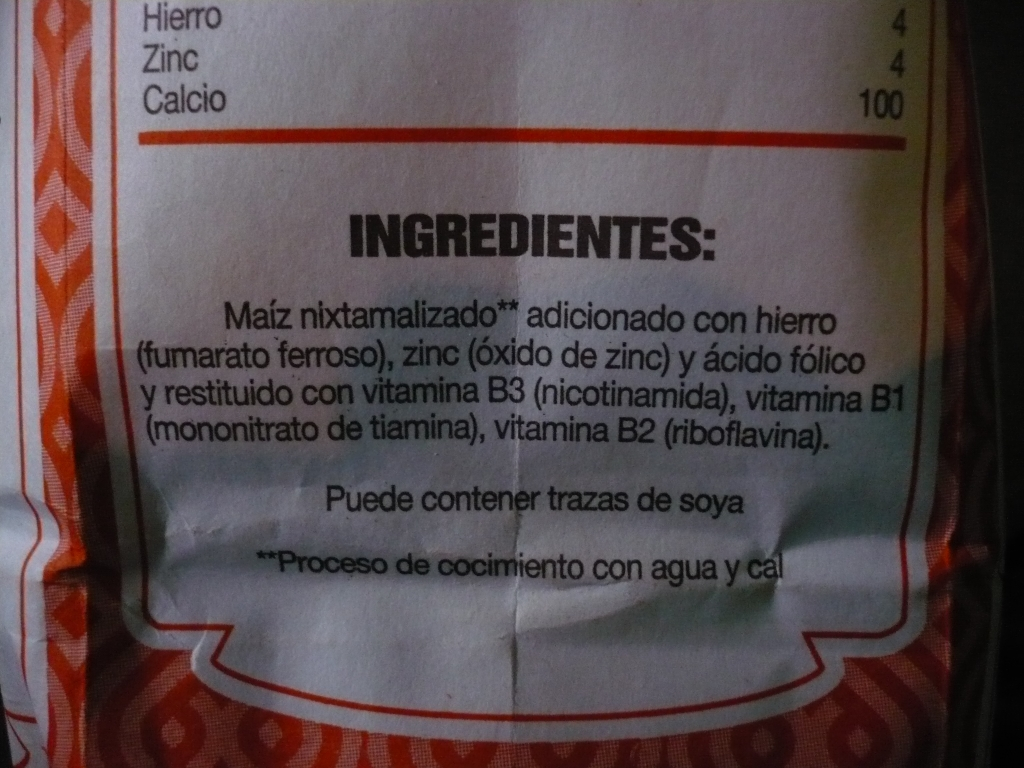
Composición de harina de maíz mexicana nixtamalizada

Los cambios químicos durante el proceso de elaboración dan maleabilidad a la masa y a las tortillas. El proceso de nixtamalización disminuye ligeramente el contenido de vitaminas presentes, el almidón y la solubilidad de la proteína del maíz pero aumenta la biodisponibilidad de aminoácidos, el contenido de fósforo y calcio, de fibra soluble y almidón resistente, el contenido de ácido fítico disminuye también, mejorando con ello la absorción de minerales. La nixtamalización es especialmente importante debido a que eleva la disponibilidad de niacina, eliminando con ello el riesgo de desarrollar pelagra atribuido en otras partes del mundo, fuera de Mesoamérica, al consumo de maíz como único cereal, sin el complemento de otras fuentes que sean ricas en vitamina B₃.
Asimismo, durante la nixtamalización la masa adquiere una tonalidad amarilla que es un efecto de la añadidura de óxido de calcio o cal viva a la cocción del grano; dicha mezcla sirve para neutralizar las aflatoxinas, un tipo de micotoxinas producidas por ciertos hongos en cultivos agrícolas como el maíz, el maní (cacahuete) o los frutos secos que pueden contaminarse durante el cultivo en los campos, la cosecha o el almacenamiento, las cuales pueden ocasionar problemas como cáncer hepático o de cérvix.
Hay evidencia sólida de que el proceso de nixtamalización inactiva las aflatoxinas, aun con fuertes concentraciones presentes en el grano de maíz, hasta en un 91 % de la contaminación.

## Origen

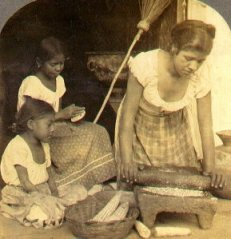
El principal uso del nixtamal es la fabricación de tortillas. Unas mujeres mercaderes nahuas centroamericanas haciendo tortillas en El Salvador.

La historia de la nixtamalización empieza con el consumo de tortilla en Mesoamérica. La fabricación de tortillas a partir del maíz seco comenzó cuando la sociedad prehispánica guardó el grano de cada cosecha para transformarlo en algo que pudiera comer. Así convirtió el grano duro y seco en una masa con la que debió hacer las primeras tortillas.
Tal vez el primer sistema que se empleó para elaborar las tortillas fue moler el maíz directamente y obtener un polvo (similar a una harina) el cual, si se le agregaba agua, podía ser amasado en forma de una pasta que se cocía fácilmente y con la que se podía hacer tortillas. Sin embargo, el "polvo" se descomponía con facilidad y adquiría mal olor al cabo de tres o cuatro días.
La causa de esta descomposición es la oxidación de las grasas del germen debido a las enzimas que la provocan. Debido a ello, al experimentador prehispánico no le quedaba otra posibilidad que la del empleo del fuego para romper los granos por cocción y desprender la punta. Más adelante se descubrió que la ceniza producida por la leña utilizada para cocer los alimentos sería de gran utilidad, porque la ceniza, óxido de sodio y potasio, mezclada con agua, se convierte en una lejía alcalina que ablanda y destruye la cáscara del grano.
Cuando se descubrió que, en presencia de agua, la cal viva (óxido de calcio) forma una lechada de hidróxido de calcio (la llamada cal apagada o cal hidráulica), se encontró el primer compuesto químico que se probó en la nixtamalización.
Después de limpiar el maíz, este se cocía con cal, se dejaba reposar en agua caliente durante la noche y al día siguiente se limpiaba y se hacía la masa usando el metate, un molino prehispánico de piedra volcánica. Elaborada la masa, se palmeaba y se hacían discos de diámetro y espesor variables: las tortillas, que se cocían en una superficie de barro caliente llamada comal.
Hoy día, este proceso se realiza también en otras regiones del mundo como Venezuela, donde se emplea para elaborar la masa con la que se hacen las llamadas arepas pelás (también conocidas en el oriente de dicho país como arepas raspás).

## Importancia
La nixtamalización es una de las formas básicas de procesar el maíz en todo el mundo, ya que, si bien es un proceso de origen netamente americano, se utiliza actualmente para procesar este cultivo de forma generalizada. Al elevar la disponibilidad de niacina en el maíz, es de suma importancia en poblaciones que consumen maíz como cereal principal o exclusivo, y que consecuentemente están en riesgo de padecer pelagra por la deficiencia de niacina, sin el complemento de otras fuentes que sean ricas en vitamina B₃.
En el mapa inferior se muestra la tasa de consumo de maíz per cápita a nivel mundial; como se ve, México, Guatemala, Honduras, El Salvador, Nicaragua, Venezuela y los países del sur de África encabezan la lista de los principales consumidores de maíz.

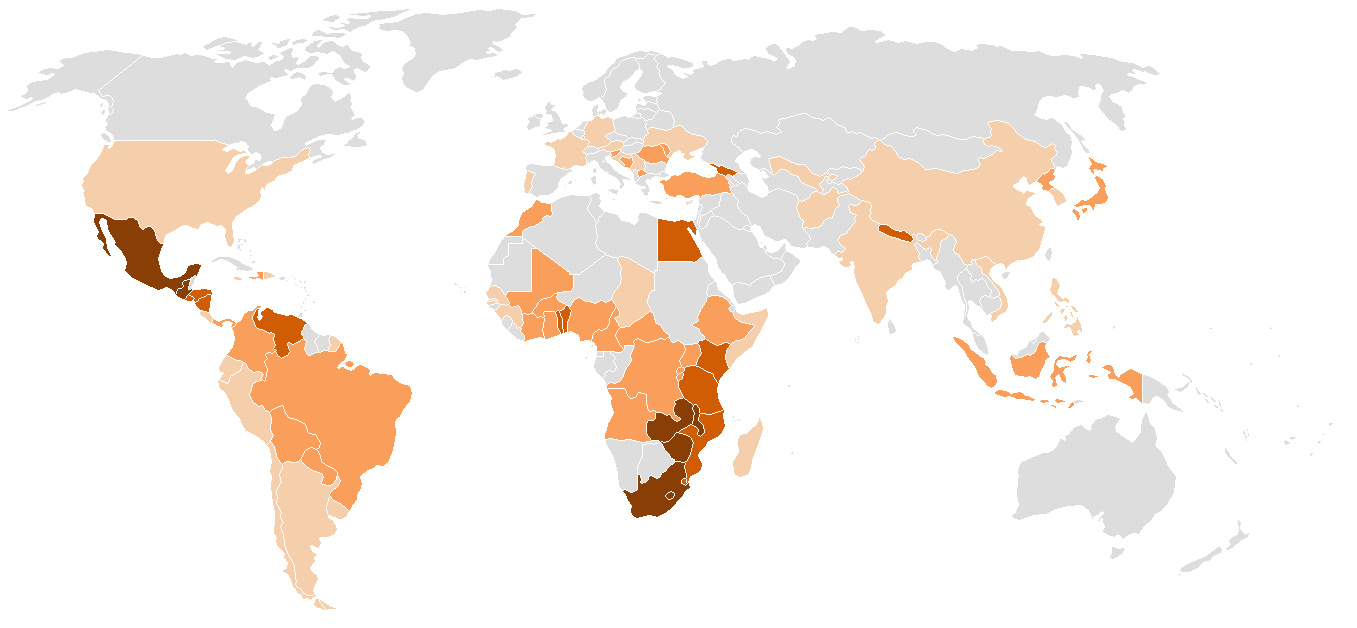
Tasa de consumo per cápita de maíz:
██ más de 100 kg/año
██ de 50 a 99 kg/año
██ de 19 a 49 kg/año
██ de 6 a 18 kg/año
██ 5 o menos kg/año

██ más de 100 kg/año
██ de 50 a 99 kg/año
██ de 19 a 49 kg/año
██ de 6 a 18 kg/año
██ 5 o menos kg/año